# Карлукский язык
Карлукский язык — ныне мёртвый язык харлуков. Относился к тюркским языкам. Был распространён в регионах Средней Азии. В VIII—XV веках являлся языком общения в Карлукском каганате (766—940); позже лёг в основу чагатайского, караханидского, и в дальнейшем в основу современных узбекского, уйгурского, или-тюркского и некоторых других языков.
Карлуки имели свою государственность, а карлукский язык в Западно-Тюркском каганате, затем в государстве Караханидов и Чагатайском крае служил государственным языком.
Нынешний ташкентский диалект (в выражениях -вотти: борвотти, келвотти, кетвотти, урвотти, которые сохранили и харлуки Таджикистана) приближён к карлукскому языку.